# Vámosi Csárda

## Története
Azt biztosan lehet tudni, hogy a csárda az 1700-as évek elején már üzemelt mint királyi vámszedőhely.
A közelben lévő falu, Nemesvámos kisnemesei látták el a feladatot, mint ahogyan a település neve azt a mai napig őrzi.
Az is valószínűsíthető, hogy a reformkorban egy török vendéglátós üzemeltette a helyet.
A krónikák szerint a csárdában járt Sobri Jóska és Savanyú Jóska is, akik a híres magyar betyárok közé tartoznak.
Innen is ered a "Betyárcsárda" elnevezés.

## Bérlők
A csárda bérlőiről annyit tudunk, hogy a reformkorban egy török úr bérelte, majd a következő biztos adat az, hogy az 1960-as években egy bizonyos Babos János gépjavító és felesége tulajdonában volt.

## Környék
A csárda közelében van a Balatonnak, illetve egy forgalmasabb főút mellett áll, így a turisták kedvelt célpontja. Ezen kívül még a közelben van a nagyvázsonyi vár, a pécselyi Zádor vár, a Thuri vár, valamint a Kittenberger Kálmán Állat- és Növénykert .

## Filmek
A csárda múltja és kinézete több filmest is megfogott. Itt forgatták például A Tenkes kapitánya című film, a Csárdáskirálynő 1971-es verziójának, valamint A koppányi aga testamentuma című film több jelenetét is.

## Ételek
Jelenleg a pajtaépület működik étteremként, ahol ún. Á la carte étkeztetés zajlik, ami annyit tesz: étlap szerint.
Az ételek tipikus magyar ételek, melyeknek a neve kapcsolódik a csárda történelméhez, a betyárok világához.
Ilyen étel például a Betyár batyu, vagy Savanyó Jóska pecsenyéje.